# Desire Bermúdez
Desire Dalila Bermúdez Villarebia (* 26. Juli 1990) ist eine costa-ricanische Leichtathletin, die sich auf den Sprint spezialisiert hat.

## Sportliche Laufbahn
Erste Erfahrungen bei internationalen Meisterschaften sammelte Desire Bermúdez im Jahr 2012, als sie bei den Zentralamerika- und Karibikmeisterschaften (CAC) in Managua in 12,51 s den fünften Platz im 100-Meter-Lauf belegte und über 400 Meter mit 58,70 s ebenfalls auf Rang fünf gelangte. Zudem siegte sie mit sowohl mit der costa-ricanischen 4-mal-100- und 4-mal-400-Meter-Staffel. Im Jahr darauf siegte sie in 54,90 s im 400-Meter-Lauf bei den Zentralamerikaspielen in San José und sicherte sich auch mit der 4-mal-400-Meter-Staffel in 3:48,90 min den Finaleinzug. Anschließend gewann sie bei den Zentralamerikameisterschaften in Managua in 56,47 s die Silbermedaille über 400 Meter hinter ihrer Landsfrau Sharolyn Scott und siegte mit der Staffel in 3:50,03 min. Daraufhin schied sie bei der Sommer-Universiade in Kasan mit 56,71 s in der ersten Runde über 400 Meter aus. 2014 siegte sie bei den Zentralamerikameisterschaften in Tegucigalpa in 55,34 s über 400 Meter sowie in 49,08 s und 3:50,97 min in beiden Staffelbewerben. Im August belegte sie bei den Ibero-Amerikanischen Meisterschaften in São Paulo in 55,36 s den fünften Platz über 400 Meter und Ende November wurde sie bei den Zentralamerika- und Karibikspielen in Xalapa mit der 4-mal-400-Meter-Staffel disqualifiziert und gelangte mit der 4-mal-100-Meter-Staffel mit 46,09 s auf Rang sieben. Im Jahr darauf kam sie bei den Studentenweltspielen in Gwangju mit 59,74 s nicht über den Vorlauf über 400 m Hürden hinaus und anschließend schied sie auch bei den NACAC-Meisterschaften in San José mit 61,022 s in der Vorrunde aus und belegte in 3:41,40 min den sechsten Platz mit der 4-mal-400-Meter-Staffel.
2017 gewann sie bei den Zentralamerikameisterschaften in Tegucigalpa in 55,02 s die Bronzemedaille über 400 Meter, ehe sie bei den Zentralamerikaspielen in Managua in 53,78 s die Goldmedaille gewann und in 46,35 s und 3:44,04 min in beiden Staffelbewerben siegte. Im Jahr darauf siegte sie in 55,08 s bei den Zentralamerikameisterschaften in Guatemala-Stadt und gewann in 3:46,69 min auch die Goldmedaille in der 4-mal-400-Meter-Staffel. Anschließend belegte sie bei den Zentralamerika- und Karibikspielen in Barranquilla in 53,91 s den siebten Platz im Einzelbewerb und gelangte mit der Staffel mit 3:40,23 min auf Rang sechs. Zudem wurde sie kurz darauf bei den Ibero-Amerikanischen Meisterschaften in Trujillo in 53,96 s Vierte über 400 Meter. 2019 siegte sie bei den Zentralamerikameisterschaften in Managua in 53,46 s über 400 Meter sowie in 46,00 s und 3:44,40 min in beiden Staffelbewerben. Nach einem Jahr Wettkampfpause gewann sie 2021 bei den Zentralamerikameisterschaften in San José in 55,32 s die Silbermedaille über 400 Meter hinter ihrer Landsfrau Tracy Joseph und siegte in 2:17,65 min im 800-Meter-Lauf. Zudem siegte sie in 4:06,10 min auch in der 4-mal-400-Meter-Staffel. Im Jahr darauf siegte sie bei den Zentralamerikameisterschaften in Managua in 55,53 s über 400 Meter sowie in 3:51,16 min und 3:29,93 min auch mit der Frauenstaffel und der Mixed-Staffel über 4-mal 400 Meter. 2023 gewann sie bei den Zentralamerikameisterschaften in San José in 53,87 s die Silbermedaille hinter ihrer Landsfrau Joseph und gewann mit der Frauenstaffel und der Mixed-Staffel erneut jeweils die Goldmedaille. Anschließend schied sie bei den Zentralamerika- und Karibikspielen in San Salvador mit 55,06 s im Vorlauf über 400 Meter aus und belegte mit der Frauenstaffel in 3:40,10 min den vierten Platz.
2015 wurde Bermúdez costa-ricanische Meisterin im 400-Meter-Hürdenlauf sowie 2017 und 2022 über 400 Meter. Zudem wurde sie 2021 Landesmeisterin über 800 Meter sowie 2022 und 2023 auch über 200 Meter und 2022 auch im 100-Meter-Lauf.

## Persönliche Bestzeiten
- 100 Meter: 12,51 s, 15. Juni 2022 in Managua
- 200 Meter: 24,50 s (+0,6 m/s), 11. Mai 2019 in Heredia
- 400 Meter: 53,46 s, 23. Juni 2019 in Managua
- 800 Meter: 2:15,43 min, 30. Mai 2021 in San José
- 400 m Hürden: 59,74 s, 8. Juli 2015 in Gwangju